# Cetopsis parma
Cetopsis parma is een straalvinnige vissensoort uit de familie van de walvismeervallen (Cetopsidae). De wetenschappelijke naam van de soort is voor het eerst geldig gepubliceerd in 2001 door Oliveira, Vari & Ferraris.